# 1608
1608 (MDCVIII) byl rok, který dle gregoriánského kalendáře započal úterým a byl přestupný.

## Události
- převrat na Moravě, Karel starší ze Žerotína se stává zemským hejtmanem
- 25. června byla v Libeňském zámku podepsána mírová smlouva mezi císařem Rudolfem II. a jeho bratrem Matyášem nazývaná Libeňský mír. Touto smlouvou Rudolf předal Matyášovi k panování Uhry, Rakousko a Moravu a zaručil, že Matyáš nastoupí po Rudolfově smrti jako panovník i v Čechách, Slezsku a Lužici.
- 3. července – Samuel de Champlain zakládá francouzské koloniální město Québec v Kanadě
- Kateřina z Redernu zakládá 20. října tkalcovskou obec Kateřinky.
- Miseroni povýšeni do šlechtického stavu.
- 19. listopad – korunovace Matyáše Habsburského za uherského krále (v Bratislavě)

### Probíhající události
- 1568–1648 – Nizozemská revoluce
- 1568–1648 – Osmdesátiletá válka
- 1600–1611 – Polsko-švédská válka

## Narození

### Česko
- 06. listopadu – Georgius Crugerius, český jezuita, barokní historik a pedagog († 9. března 1671)
- neznámé datum
  - Antonín Stevens, vlámsko-český malíř († kolem roku 1675)

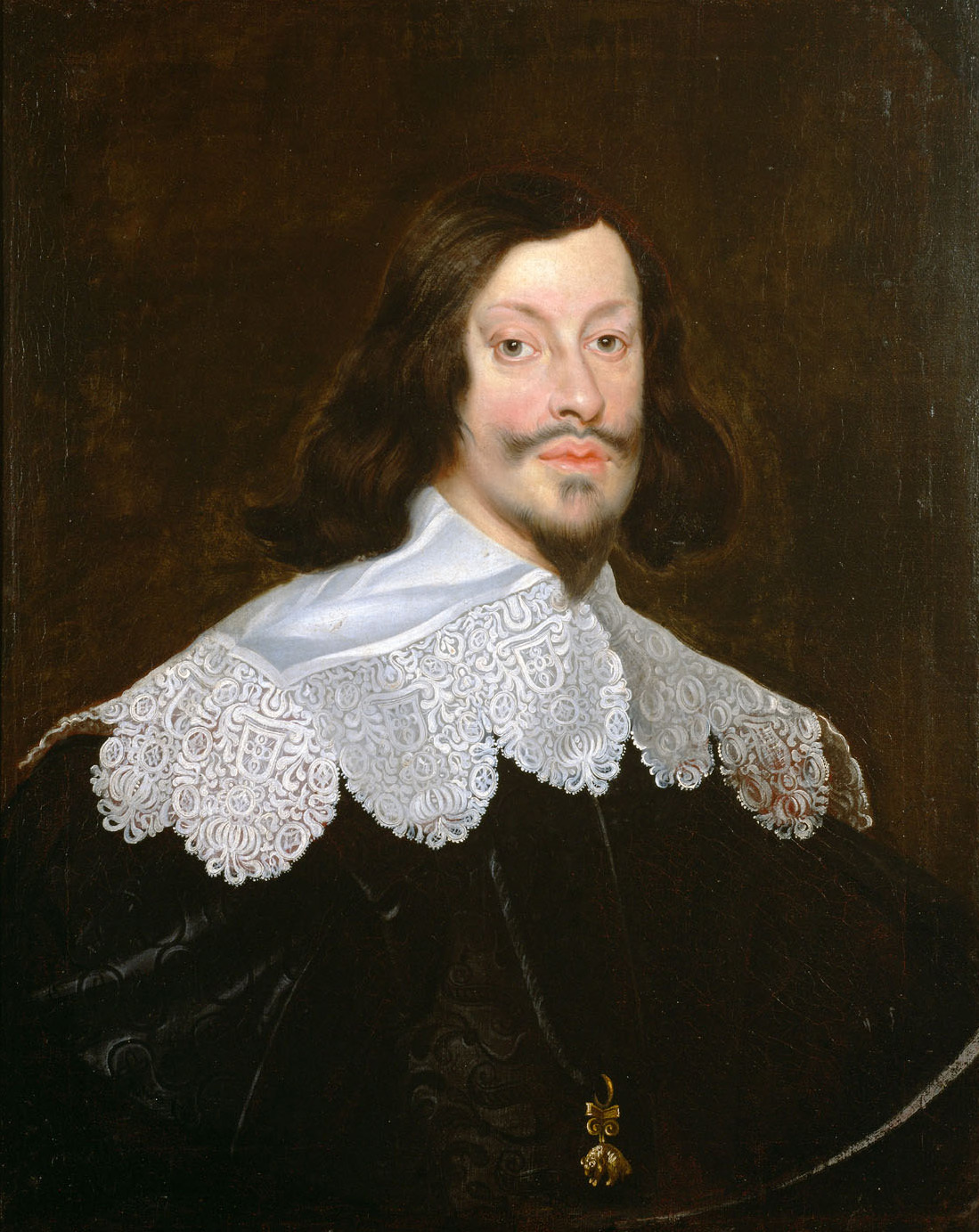
Ferdinand III. Habsburský (* 13. července)

#### Svět
- 28. ledna – Giovanni Alfonso Borelli, italský fyziolog, fyzik, astronom a matematik († 31. prosince 1679)
- 25. dubna – Gaston Orleánský, třetí syn francouzského krále Jindřicha IV. († 2. února 1660)
- 01. května – pokřtěn Pieter Post, nizozemský architekt, malíř a grafik († 8. května 1669)
- 04. května – Laura Markéta Mazzarini, dcera Pietra Mazzariniho a Hortensie Buffalini († 9. června 1685)
- 13. července – Ferdinand III. Habsburský, císař římský, král český, uherský a chorvatský († 2. dubna 1657)
- 16. srpna – Louis Raduit de Souches, vojevůdce v třicetileté válce († 12. srpna 1682)
- 03. října – Nicole Lotrinská, vévodkyně lotrinská († 2. února 1657)
- 15. října – Evangelista Torricelli italský matematik a fyzik († 25. října 1647)
- 30. října – Lazzaro Morelli, italský barokní sochař († 1690)
- 23./28. listopad – Jan Maxmilián z Lambergu, rakouský diplomat a ministr († 12./15. prosince 1682)
- 06. prosince – George Monck, anglický generál († 3. ledna 1670)
- 09. prosince – John Milton, anglický spisovatel († 8. listopadu 1674)
- neznámé datum
  - Jevdokija Lukjanovna Strešněvová, ruská carevna, manželka Michaila Fjodoroviče († 18. srpna 1645)
  - Marie Vladimirovna Dolgorukovová, ruská carevna a manželka Michaila Fjodoroviče († 17. ledna 1625)
  - Gevherhan Sultan (dcera Ahmeda I.), osmanská princezna († 1660)
  - Francesco Maria Macchiavelli, italský katolický kardinál († 22. listopadu 1653)
  - Tukárám, indický básník a hinduistický mystik († 1650)

## Úmrtí

### Česko
- 08. května – Jan mladší ze Žerotína, šlechtic (* ? 1539)
- 27. května – Zikmund II. Smiřický ze Smiřic, šlechtic z hruboskalské linie rodu Smiřických ze Smiřic (* 1557/58)
- 07. nebo 11. srpna – Jindřich Domináček z Písnice, šlechtic a rytíř (* 1555)
- 03. září – Guillen de San Clemente, politik, voják a rytíř katalánského původu (* 1539)
- 16. prosince – Jan Václav Popel z Lobkowicz, šlechtic (* 28. února 1561)
- neznámé datum
  - Václav Berka z Dubé, šlechtic (* 1570)
  - Adam Droger, český kněz (* 1. polovina 16. století)
  - Bohuslav Malovec z Malovic, šlechtic (* ?)
  - Linhart starší Štampach ze Štampachu, šlechtic (* ?)

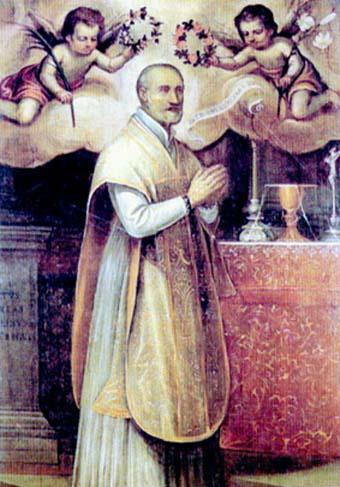
Svatý Ondřej Avellino († 10. listopadu)

#### Svět
- 16. února – Marie Manrique de Lara y Mendoza, španělská šlechtična a manželka Vratislava II. z Pernštejna (* asi 1538)
- 29. dubna – Marie Anna Bavorská, manželka arcivévody Karla II. (* 23. března 1551)
- 14. května – Karel III. Lotrinský, vévoda lotrinský (* 18. února 1543)
- 01. června – Marie Eleonora Klevská, pruská vévodkyně (* 16. června 1550)
- 18. července – Jáchym Fridrich Braniborský, braniborský kurfiřt, regent pruského vévodství (* 27. ledna 1546)
- 13. srpna – Giambologna, vlámský sochař (* 1529)
- 19. září – Alfonso Visconti, italský kardinál (* 1552)
- 18. října – Ivan Bolotnikov, ruský vůdce povstání (* 1565)
- 10. listopadu – Svatý Ondřej Avellino, italský kněz (* 1521)
- 11. listopadu – Bartolomeo Carducci, italský malíř (* 1560)
- 05. prosince – Zsigmond Rákóczi, sedmihradský panovník (* ? 1544)
- neznámé datum
  - Masajuki Sanada, japonský válečník (* 1544)
  - Jan VI. ze Žiče, vratislavský biskup (* 18. srpna 1552)

## Hlavy států
- Anglie – Jakub I. Stuart (1603–1625)
- Francie – Jindřich IV. (1589–1610)
- Habsburská monarchie – Rudolf II. (1576–1612)
- Morava – Karel starší ze Žerotína
- Osmanská říše – Ahmed I. (1603–1617)
- Polsko-litevská unie – Zikmund III. Vasa (1587–1632)
- Rusko – Vasilij IV. (1606–1610)
- Španělsko – Filip III. (1598–1621)
- Švédsko – Karel IX. (1599–1611)
- Papež – Pavel V. (1605–1621)
- Perská říše – Abbás I. Veliký